# NaK
El NaK és un aliatge de sodi i potassi que es troba en estat líquid a temperatura ambient. És un material comercialment disponible en diversos graus. Aliatges d'entre aproximadament un 40% i un 90% en potassi per pes són líquids a temperatura ambient. El NaK eutèctic està format per un 78% de potassi i un 22% de sodi. És líquid entre -12,6°C i 785 °C. Un ús notable és com a refrigerant dins reactors ràpids experimentals. A diferència dels reactors comercials, aquests s'aturen freqüentment i es buiden. La utilització de plom o sodi com a refrigerant, exigiria durant aquestes aturades la calefacció contínua que mantingués el refrigerant com a líquid, i no se solidifiqués dins dels conductes. L'ús de NaK permet solucionar aquest problema. L'aliatge NaK s'utilitza en moltes altres aplicacions de transferència de calor per raons similars.